# Edwin Pellot
Pour les articles homonymes, voir Pellot.
Edwin Pellot, né le 13 juin 1963, est un joueur portoricain de basket-ball. Il évolue durant sa carrière aux postes d'arrière et d'ailier.

## Palmarès
- Champion des Amériques 1989
- Finaliste du championnat des Amériques 1988
- Vainqueur des Jeux panaméricains de 1991